# Ashmeadiella californica
Ashmeadiella californica là một loài Hymenoptera trong họ Megachilidae. Loài này được Ashmead mô tả khoa học năm 1897.